# Яновичский сельсовет
Я́новичский сельсовет — административная единица на территории Витебского района Витебской области Республики Беларусь.
Административный центр — городской посёлок Яновичи.

## Состав
Яновичский сельсовет включает 16 населённых пунктов:
- Вальки — деревня
- Глазомичи — деревня
- Дружная — деревня
- Задетуни — деревня
- Имение — деревня
- Казимирово — деревня
- Лиопино — деревня
- Остров — деревня
- Панки — деревня
- Пивовары — деревня
- Пукшино — деревня
- Сёмино — деревня
- Слобода — деревня
- Степная — деревня
- Чижики — деревня
- Шпуры — деревня